# Parapiesma quadratum
Parapiesma quadratum is een wants uit de familie van de Piesmatidae (Amarantwantsen). De soort werd het eerst wetenschappelijk beschreven door Franz Xaver Fieber in 1844.

## Uiterlijk
De enigszins langwerpig ovale wants kan kortvleugelig (brachypteer) of langvleugelig (macropteer) zijn en kan 2,5 tot 3,5 mm lang worden. Het halsschild en de voorvleugels hebben een netachtige structuur. De wants lijkt sterk op de twee andere in Nederland voorkomende Amarantwantsen: Parapiesma salsolae en Piesma maculatum. Door de netachtige aderstructuur op de vleugels lijken ze op het eerste oog op netwantsen (Tingidae), die hebben echter ocelli en een verlengd halsschild dat het scutellum volledig bedekt.

## Leefwijze
De wants komt de winter door als volwassen dier. Onder gunstige omstandigheden zijn er twee generaties per jaar. De dieren kunnen gevonden worden in vochtige open gebieden met zilte of stikstofrijke bodem op planten uit de Amarantenfamilie (Amaranthaceae) zoals ganzenvoet (Chenopodium) en melde (Atriplex).

## Leefgebied
In Nederland is de soort zeldzaam, meestal worden ze in gebieden langs de kust gevonden maar soms ook op akkers in het binnenland. De verspreiding is Palearctisch, van Europa tot in Noord-Afrika en het Midden-Oosten, Siberië, Mongolië, China en Korea.